# Emily VanCamp
Emily Irene VanCamp (* 12. května 1986, Port Perry, Ontario, Kanada) je kanadská herečka. Do diváckého povědomí se dostala rolemi v seriálech Everwood, Bratři a sestry a hlavně Pomsta. V roce 2014 si zahrála Sharon Carterovou ve filmu Captain America: Návrat prvního Avengera. Od roku 2018 hraje v seriálu Doktoři.

## Životopis
Narodila se v Port Perry v provincii Ontario jako třetí ze čtyř sester (sestry se jmenují Katie, Allison a Molly) rodičům Robertovi a Peyton. Od tří let se věnovala baletu a ve svých 12 letech se přestěhovala do Montrealu, kde ji přijali na prestižní baletní školu L'Ecole Superieure de Danse de Quebec. A v roce 1999 díky sestře Katie začala tíhnout k herectví, když ji navštěvovala při natáčení filmu Dámské předpokoje.

## Kariéra
Svoji první roli obdržela ve filmu v televizním filmu Jackie (2000) o životě Jackie Kennedyové, kde ji ztvárnila ve věku 13 let. Následovaly spíše menší role ve filmech Ztracená (2001) Hra o čas (2002), Kruh 2 (2005). Mezitím si zahrála ale i zásadnější role ve filmech Kontrarozvědka (2004), Přenašeči (2009) a Norman (2010).
I když se na filmovém plátně zatím moc neukazuje, tak v televizi je velká hvězda – první opravdu velký úspěch se dostavil s rolí Amy Abbottové v seriálu Everwood. Následovala role v seriálu Bratři a sestry a doposud největší role Emily Thorneové v seriálu Pomsta.
V roce 2014 hrála ve filmu Captain America: Návrat prvního Avengera, kde ztvárnila agentku 13, resp. Sharon Carterovou. Tuto roli si zopakoval i o dva roky později ve snímku Captain America: Občanská válka. V roce 2016 si zahrála v nezávislém filmu Boundaries. V březnu 2017 byla obsazena do dramatického seriálu stanice Fox Doktoři. Seriál měl premiéru dne 21. ledna 2018

## Osobní život
Herečka chodí od roku 2011 s hercem Joshem Bowmanem. Dvojice se dne 11. května 2017 oznámila zasnoubení. Dne 15. prosince 2018 se vzali na Bahamách.

## Filmografie

### Film
| Rok  | Název                                    | Role           | Poznámky            |
| ---- | ---------------------------------------- | -------------- | ------------------- |
| 2001 | Ztracená                                 | Allison Moller |                     |
| 2002 | Hra o čas                                | Connie         |                     |
| 2004 | Kontrarozvědka                           | Jen Tyler      |                     |
| 2005 | Kruh 2                                   | Emily          | krátkometrážní film |
| 2005 | Kruhy                                    | Emily          |                     |
| 2007 | Špinavý Irové                            | Kathleen McKay |                     |
| 2009 | Přenašeči                                | Kate           |                     |
| 2010 | Norman                                   | Emily Harris   |                     |
| 2014 | Captain America: Návrat prvního Avengera | Sharon Carter  |                     |
| 2015 | Dívka z románu                           | Alice Harvey   |                     |
| 2016 | Captain America: Občanská válka          | Sharon Carter  |                     |
| 2016 | Boundaries                               | Emily Price    |                     |

### Televize
| Rok     | Název                                     | Role                         | Poznámky                                          |
| ------- | ----------------------------------------- | ---------------------------- | ------------------------------------------------- |
| 2000    | Jackie                                    | Jackie Bouvier               | televizní film                                    |
| 2000    | Bojíte se tmy?                            | Peggy Gregory                | 3 díly                                            |
| 2000    | Radio Active                              | Becky Sue Drummond           | díl: „Bully for You“                              |
| 2001    | All Souls                                 | Kirstin Caine                | díl: „Spineless“                                  |
| 2001    | Dice                                      | Johanna Wilson               | limitovaný seriál                                 |
| 2002    | Spasitel                                  | Alana                        | televizní film                                    |
| 2002    | Glory Days                                | Sam Dolan                    | hlavní role                                       |
| 2002–06 | Everwood                                  | Amy Abbott                   | hlavní role, 89 dílů                              |
| 2007    | Zákon a pořádek: Útvar pro zvláštní oběti | Charlotte                    | díl: „Dependent“                                  |
| 2007–10 | Bratři a sestry                           | Rebecca Harper               | hlavní role (1.–4. řada), host (5. řada), 75 dílů |
| 2010    | Ben Hur                                   | Esther                       | limitovaný seriál                                 |
| 2011    | Za tabulí                                 | Stacey Bess                  | televizní film                                    |
| 2011–15 | Pomsta                                    | Emily Thorne / Amanda Clarke | hlavní role, 89 dílů                              |
| 2014    | Marvel 75 Years: From Pulp to Pop!        | Moderátorka                  | televizní speciál                                 |
| 2018    | Doktoři                                   | Nicolette                    | hlavní role                                       |

## Ocenění a nominace
| Rok  | Ocenění                       | Kategorie                                                                         | Práce                           | Výsledek  |
| ---- | ----------------------------- | --------------------------------------------------------------------------------- | ------------------------------- | --------- |
| 2003 | Teen Choice Awards            | nejlepší televizní herečka (drama/akční/dobrodružný)                              | Everwood                        | nominace  |
| 2004 | Teen Choice Awards            | nejlepší televizní herečka (drama/akční/dobrodružný)                              | Everwood                        | nominace  |
| 2004 | Young Artist Awards           | nejlepší výkon v televizním seriálu (komedie nebo drama) – herečka: vedlejší role | Everwood                        | nominace  |
| 2005 | Teen Choice Awards            | nejlepší televizní herečka: drama                                                 | Everwood                        | nominace  |
| 2005 | Teen Choice Awards            | nejlepší chemie (sdíleno s Gregory Smithem)                                       | Everwood                        | nominace  |
| 2005 | Prism Awards                  | nejlepší výkon v dramatickém seriálu                                              | Everwood                        | nominace  |
| 2008 | Gold Derby Awards             | nejlepší obsazení                                                                 | Bratři a sestry                 | nominace  |
| 2010 | Breckenridge Festival of Film | nejlepší obsazení                                                                 | Norman                          | vítězství |
| 2010 | Filmový festival v San Diegu  | nejlepší herečka                                                                  | Norman                          | vítězství |
| 2011 | ACTRA Awards                  | nejlepší výkon – žena                                                             | Ben Hur                         | vítězství |
| 2012 | NewNowNext Awards             | další mega hvězda                                                                 | Pomsta                          | nominace  |
| 2012 | Teen Choice Awards            | nejlepší televizní herečka: drama                                                 | Pomsta                          | nominace  |
| 2012 | TV Guide Awards               | nejlepší TV pár (sdíleno s Joshem Bowmanem)                                       | Pomsta                          | nominace  |
| 2013 | Teen Choice Awards            | nejlepší televizní herečka: drama                                                 | Pomsta                          | nominace  |
| 2015 | People's Choice Awards        | nejlepší televizní herečka: drama                                                 | Pomsta                          | nominace  |
| 2016 | Teen Choice Awards            | nejlepší filmový polibek (sdíleno s Chrisem Evansem)                              | Captain America: Občanská válka | nominace  |